# Slobozia (Giurgiu)
Slobozia è un comune della Romania di 2 536 abitanti, ubicato nel distretto di Giurgiu, nella regione storica della Muntenia.